# Жарков Михайло Валерійович
Миха́йло Вале́рійович Жарко́в (1994 — 2024)  — український військовослужбовець, учасник російсько-української війни, оборонець «Азовсталі».

## Життєпис
Народився 5 грудня 1994 в Луганську.
Мав 3 вищі освіти. Закінчив Харківський національний університет Повітряних Сил ім. І. Кожедуба, отримав дипломи бакалавра та магістра Харківського національного автомобільно-дорожнього університету. У 2024 році мав закінчити 4-й курс за спеціальністю «Право» в Одеському Державному Університеті Внутрішніх Справ.
В 2017 долучився до лав Азову. Переїхав до Маріуполя до зустрів кохану та одружився. Виховував з дружиною двох доньок. Молодша донька народилася за місяць до повномасштабного вторгнення московії.
Після повномасштабного вторгнення обороняв металургійний комбінат «Азовсталь» в Маріуполі, пізніше потрапив в полон, 21 вересня 2022 після чотирьох місяців в полоні був обміняний.
Був заступником командира роти, вирізнявся лідерськими якостями.

## Загибель
Михайло разом з побратимами їхав в автівці у лісі під Креміною на Луганщині. Їхнє авто потрапило під російський обстріл. Це сталося 22 січня 2024 в Луганській області, у Серебрянському лісі під Кремінною .

## Нагороди
- Орден «За мужність» II ступеня (17 травня 2024, посмертно) — за особисту мужність і самовідданість, виявлені у захисті державного суверенітету та територіальної цілісності України, сумлінне і бездоганне служіння Українському народові[4].
- Орден «За мужність» III ступеня (30 квітня 2022) — за особисту мужність і самовіддані дії, виявлені у захисті державного суверенітету та територіальної цілісності України, вірність військовій присязі[5].
- нагрудний знак «Срібний хрест»
- «За заслуги перед містом» ІІІ ступеня (Кривий Ріг)